# Bojana Popović
Bojana Popović (în sârbă Бојана Поповић), născută Petrović (20 noiembrie 1979, în Niš, RS Serbia, RSF Iugoslavia) este o fostă mare handbalistă muntenegreană. Ultimul club la care a activat a fost ŽRK Budućnost Podgorica. Înainte de retragerea din activitate, ea a obținut cu echipa națională a Muntenegrului medalia de argint la Olimpiada de vară din 2012.
Popović este considerată de mulți cea mai bună handbalistă din lume, chiar dacă nu a primit niciodată recunoașterea oficială. După ce a petrecut trei sezoane la clubul danez Viborg HK, Popović a semnat, în iulie 2010, un contract pe doi ani cu fostul său club ŽRK Budućnost Podgorica.

## Carieră
Bojana Popović a început să joace handbal la clubul sârbesc HC Naisa Niš, când avea 11 ani. Ulterior, ea a jucat patru sezoane la clubul ŽRK Budućnost Podgorica. În 2002, Popović a semnat un contract cu echipa daneză Slagelse DT, antrenată la acea vreme de Anja Andersen. Cu Slagelse, ea a reușit performanțe remarcabile: a câștigat trei Ligi ale Campionilor, o Cupă EHF, trei campionate și o cupă a Danemarcei.
În ianuarie 2006, Bojana Popović și clubul Viborg HK au semnat o scrisoare de intenție privind transferul jucătoarei,, iar la sfârșitul sezonului 2006/07, Popović a semnat un contract cu formația daneză. De la sosirea ei la Viborg, Popović a câștigat două campionate și două cupe ale Danemarcei. În 2009, ea a câștigat pentru a patra oară Liga Campionilor, de data aceasta cu Viborg.
În sezonul 2010/11, Popović se întoarce la ŽRK Budućnost Podgorica, iar în sezonul 2011/12, ea câștigă pentru a cincea oară Liga Campionilor alături de clubul muntenegrean.
În noiembrie 2020 a preluat funcția de antrenor al echipei ŽRK Budućnost Podgorica. La sfârșitul lunii martie 2021, Popović a preluat și funcția de selecționer al naționalei Muntenegrului. Cu Budućnost a câștigat atât campionatul muntenegrean cât și Cupa Muntenegrului în 2021 și 2022.

## Palmares
Echipa națională
- Campionatul Mondial
  -  Medalie de bronz: 2001 (cu RF Iugoslavia)
- Olimpiadă
  -  Medalie de argint: 2012 (cu Muntenegru)

Club
- Liga Campionilor EHF
  -  Câștigătoare: 2004, 2005, 2007 (cu Slagelse DT); 2009, 2010 (cu Viborg HK) și 2012 (cu Budućnost)
- Cupa EHF
  -  Câștigătoare: 2003 (cu Slagelse DT)
- Liga Daneză de Handbal
  -  Medalie de aur: 2003, 2005, 2007 (cu Slagelse DT); 2008, 2009, 2010 (cu Viborg HK)
- Cupa Danemarcei
  -  Câștigătoare: 2003 (cu Slagelse); 2007, 2008 (cu Viborg HK)
- Campionatul Serbiei și Muntenegrului
  - Câștigătoare: 1999, 2000, 2001, 2002 (cu Budućnost Podgorica)
- Cupa Serbiei și Muntenegrului
  -  Câștigătoare: 2000, 2001, 2002 (cu Budućnost Podgorica)

## Distincții individuale
Bojana Popović este considerată de mulți una din cele mai bune jucătoare din lume. Ea a fost de patru ori desemnată Jucătoarea Anului de către Federația Daneză de Handbal. Realizările și distincțiile individuale ale Bojanei Popović includ:
- Jucătoarea Anului în Danemarca în 2004, 2005, 2007[11] și 2008
- Cea mai bună marcatoare a Ligii Daneze în sezoanele competiționale 2003/04 și 2004/05[16]
- Cea mai bună marcatoare a Ligii Campionilor în 2004, 2005 și 2007[17]
- Pokalfighter în 2008[18]
- Cel mai bun sportiv al anului în Muntenegru (împreună cu Katarina Bulatović), premiu acordat în 2012